# Pat Morita
Noriyuki Morita, noto come Pat Morita (Isleton, 28 giugno 1932 – Las Vegas, 24 novembre 2005), è stato un attore, comico e cabarettista statunitense di origini giapponesi.
È noto per l'interpretazione del maestro Kesuke Miyagi nella saga The Karate Kid, per la quale ebbe una candidatura all'Oscar al miglior attore non protagonista.

## Biografia

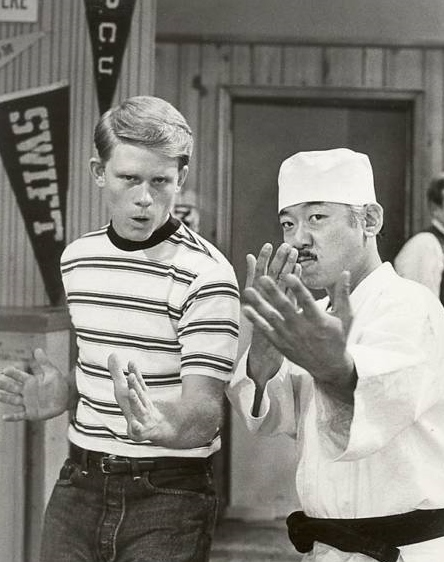
Pat Morita insieme a Ron Howard, sul set di Happy Days (1975)

Morita nacque nel 1932 da immigrati giapponesi. Il padre, Tamaru Morita, nacque nel 1897 ed era venditore ambulante di ortaggi. La madre, Momoe Fukushima, nacque nel 1903. Entrambi emigrarono dalla prefettura di Kumamoto, nell'isola di Kyūshū, lui nel 1915, lei nel 1913. Aveva un fratello di nome Hideo detto Harry, di dodici anni più grande. Morita crebbe nella California del nord ed ebbe una infanzia difficile per una tubercolosi spinale che lo costrinse a portare un corsetto dai due agli undici anni di età e a numerosi ricoveri ospedalieri. 
In coincidenza con la guarigione, fu internato in un campo di concentramento per nippo-americani dove rimase fino al termine della seconda guerra mondiale. Dopo la liberazione, la famiglia Morita si stabilì a Sacramento dove il padre prese la direzione di un ristorante cinese, l'Ariake Chop Suey. Il giovane Pat iniziò in quel contesto ad intrattenere i clienti con piccoli spettacoli e curando i gruppi di commensali come maestro di cerimonia. 

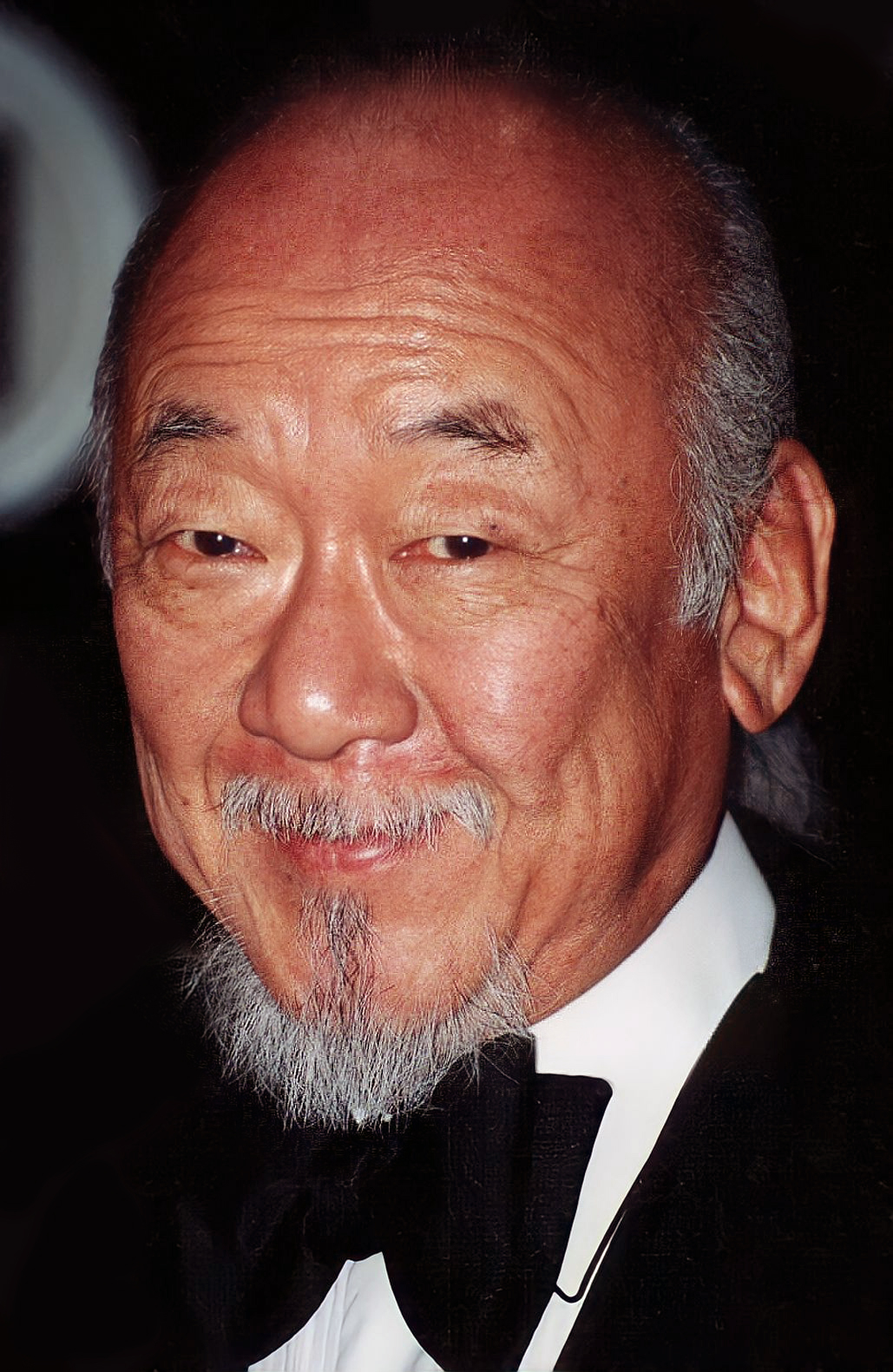
Pat Morita nel 2002

Fino ai 30 anni lavorò nella Aerojet-General a Sacramento dove disegnò e costruì motori per missili, in particolar modo per la Marina statunitense. A 30 anni, sposato e con un figlio, decise di diventare uomo di spettacolo iniziando come intrattenitore, diventando il primo nippo-americano a calcare le scene di Las Vegas. Partì come solista con il nome The Hip Nip. Si unì successivamente al gruppo The Groundlings, fondato nel 1974 da Gary Austin che aderiva al movimento della commedia improvvisata, uno spettacolo senza sceneggiatura scritta e senza pianificazione che si rifà in parte alla commedia dell'arte italiana del XVI secolo con il suo canovaccio. 
Nonostante il suo inglese avesse un perfetto accento statunitense, Morita diventò un caratterista che spesso fingeva, per esigenze di copione, accenti asiatici come il giapponese, il coreano e il cinese. Questo lo portò ad avere ruoli nelle più importanti serie televisive e ad essere uno degli attori con la maggiore presenza. Ad esempio, ha un ruolo ricorrente nella serie televisiva Happy Days dove interpreta Matsuo "Arnold" Takahashi, proprietario del fast food Arnold's per le prime tre stagioni della serie (1975-1976) e apparendo come ospite nel 1977 e 1979. L'unica serie di produzione non statunitense a cui partecipò fu Detective Extralarge del 1993 (nell'episodio L'ombra del guerriero), produzione italiana diretta da Alessandro Capone e con Bud Spencer come protagonista.
Nel cinema, il suo ruolo più celebre fu quello del maestro Miyagi nella serie The Karate Kid, per il quale nel 1985 fu candidato al premio Oscar come attore non protagonista. Nello stesso anno sfiorò l'Emmy Awards con il film televisivo Amos, nel ruolo di Tommy Tanaka. Alla trilogia di Karate Kid, recitato in coppia con Ralph Macchio, seguì Karate Kid 4, dove il personaggio di Miyagi addestra alle arti marziali la giovane Julie Pierce, interpretata da Hilary Swank.
Prestò la sua voce al personaggio della serie SpongeBob Udon (prima e ultima apparizione del personaggio) nell'episodio L'isola del Karate (ep.71b stagione 4). L'episodio si conclude con una dedica a Morita, morto pochi mesi prima della messa in onda dell'episodio avvenuta il 12 maggio 2006. Appare nel video musicale di Movies, canzone degli Alien Ant Farm, dove cura il cantante come fa con Ralph Macchio nel film Per vincere domani - The Karate Kid.

### Morte
Morì il 24 novembre 2005, nella sua casa a Las Vegas all'età di 73 anni, per insufficienza renale e cardiaca. Le sue spoglie furono cremate e riposano nel Palm Green Valley Mortuary and Cemetery di Las Vegas.

## Vita privata
Si sposò tre volte: la prima dal 1953 al 1967 con Kathleen Yamachi, che gli diede un figlio. La seconda dal 1970 al 1989 con Yukiye Kitahara, con la quale ebbe due figlie. La terza dal 1994 fino alla morte con l'attrice Evelyn Guerrero.

## Filmografia

### Attore

#### Cinema
- Jidôsha dorobô, regia di Yoshinori Wada (1964)
- Millie (Thoroughly Modern Millie), regia di George Roy Hill (1967)
- The Shakiest Gun in the West, regia di Alan Rafkin (1968)
- Mafiosi di mezza tacca e una governante dritta (Every Little Crook and Nanny), regia di Cy Howard (1972)
- Dimmi, dove ti fa male? (Where Does It Hurt?), regia di Rod Amateau (1972)
- Prenotazione annullata (Cancel My Reservation), regia di Paul Bogart (1972)
- I Wonder Who's Killing Her Now?, regia di Steven Hilliard Stern (1975)
- La battaglia di Midway (Midway), regia di Jack Smight (1976)
- Ormai non c'è più scampo (When Time Ran Out...), regia di James Goldstone (1980)
- Hito Hata: Raise the Banner, regia di Duane Kubo e Robert A. Nakamura (1980)
- Che fatica essere lupi (Full Moon High), regia di Larry Cohen (1981)
- Il sorriso di Savannah (Savannah Smiles), regia di Pierre De Moro (1982)
- Jimmy the Kid, regia di Gary Nelson (1982)
- Comiche dell'altro mondo (Slapstick of Another Kind), regia di Steven Paul (1982)
- Per vincere domani - The Karate Kid (The Karate Kid), regia di John G. Avildsen (1984)
- Pattuglia di notte (Night Patrol), regia di Jackie Kong (1984)
- Karate Kid II - La storia continua... (The Karate Kid, Part II), regia di John G. Avildsen (1986)
- Karate Kid III - La sfida finale (The Karate Kid, Part III), regia di John G. Avildsen (1989)
- Collision Course, regia di Lewis Teague (1989)
- Sutoroberi rodo, regia di Koreyoshi Kurahara (1991)
- Do or Die, regia di Andy Sidaris (1991)
- Vacanza con il morto (Lena's Holiday), regia di Michael Keusch (1991)
- Goodbye Paradise, regia di Dennis Christianson e Tim Savage (1991)
- Mi gioco la moglie... a Las Vegas (Honeymoon in Vegas), regia di Andrew Bergman (1992)
- Miracolo a Santa Monica (Miracle Beach), regia di Skott Snider (1992)
- Auntie Lee's Meat Pies, regia di Joseph F. Robertson (1992)
- Guerriero americano 5 (American Ninja V), regia di Bob Bralver (1993)
- Cowgirl - Il nuovo sesso (Even Cowgirls Get the Blues), regia di Gus Van Sant (1993)
- Living and Working in Space: The Countdown Has Begun, regia di Rob Mikuriya (1993)
- Karate Kid 4 (The Next Karate Kid), regia di Christopher Cain (1994)
- Timemaster, regia di James Glickenhaus (1995)
- The Misery Brothers, regia di Lorenzo Doumani (1995)
- Colpi proibiti 2 (Bloodsport 2), regia di Alan Mehrez (1996)
- Spia e lascia spiare (Spy Hard), regia di Rick Friedberg (1996)
- Reggie's Prayer, regia di Paul McKellips (1996)
- Earth Minus Zero, regia di Joey Travolta (1996)
- Colpi proibiti III (Bloodsport III), regia di Alan Mehrez (1997)
- Captured Alive, regia di Chris McIntyre (1997)
- King Cobra, regia di David Hillenbrand e Scott Hillenbrand (1999)
- Fino all'inferno (Inferno), regia di John G. Avildsen (1999)
- Los gringos, regia di Rob Letterman – cortometraggio (1999)
- Brother (Burazā), regia di Takeshi Kitano (2000) - non accreditato
- Talk to Taka, regia di Richard K. Kim – cortometraggio (2000)
- Il ricordo di un aprile (I'll Remember April), regia di Bob Clark (1999)
- Hammerlock, regia di Chris McIntyre (2000)
- House of Luk, regia di Derek Diorio (2001)
- The Boys of Sunset Ridge, regia di Doug McKeon (2001)
- The Center of the World, regia di Wayne Wang (2001)
- Shadow Fury, regia di Makoto Yokoyama (2001)
- The Stoneman, regia di Ewing Miles Brown (2002)
- The Biggest Fan, regia di Michael Criscione e Michael Meyer (2002)
- Stuey, regia di A.W. Vidmer (2003)
- Cats and Mice, regia di Samson Yi (2003)
- Rice Girl, regia di Michael Fischa (2003)
- Se ti investo mi sposi? (Elvis Has Left the Building), regia di Joel Zwick (2004)
- Last Shot (The Last Shot), regia di Jeff Nathanson (2004)
- Down and Derby, regia di Eric Hendershot (2005)
- American Fusion, regia di Frank Lin (2005)
- Spymate, regia di Robert Vince (2006)
- The Number One Girl, regia di Luc Campeau (2006)
- Only the Brave, regia di Lane Nishikawa (2006)
- 18 Fingers of Death!, regia di James Lew (2006)
- Blunt Movie, regia di Jason Bunch (2006)
- Royal Kill, regia di Bob Ahmed (2009)
- Remove All Obstacles, regia di Michael O. Sajbel – cortometraggio (2010)
- Act Your Age, regia di Robin Christian (2011)
- Karate Kid: Legends, regia di Jonathan Entwistle (2025) - cameo postumo

#### Televisione
- The Outsider – serie TV, episodio 1x07 (1968)
- The Queen and I – serie TV, 6 episodi (1969)
- Evil Roy Slade, regia di Jerry Paris – film TV (1972)
- A Very Missing Person, regia di Russ Mayberry – film TV (1972)
- Colombo (Columbo) – serie TV, episodio 2x01 (1972)
- Brock's Last Case, regia di David Lowell Rich – film TV (1973)
- The Barbara Eden Show, regia di Jerry Davis – film TV (1973)
- Cops – programma TV (1973)
- M*A*S*H – serie TV, 2 episodi (1973-1974)
- Punch and Jody, regia di Barry Shear – film TV (1974)
- Sanford and Son – serie TV, 7 episodi (1974-1976)
- Farewell to Manzanar, regia di John Korty – film TV (1976)
- Mr. T and Tina – serie TV, 5 episodi (1976)
- Le ragazze di Blansky (Blansky's Beauties) – serie TV, 13 episodi (1977)
- Il paradiso non può più attendere (Human Feelings), regia di Ernest Pintoff – film TV (1978)
- L'incredibile Hulk (The Incredible Hulk) – serie TV, episodio 2x10 (1978)
- Il giallo più pazzo del mondo (For the Love of It), regia di Stanley Ralph Ross – film TV (1980)
- Bizarre – serie TV (1980)
- Happy Days – serie TV, 26 episodi (1975-1983)
- Destini a Las Vegas (The Vegas Strip War), regia di George Englund – film TV (1984)
- Blind Alleys, regia di William Cosel – film TV (1985)
- Amos, regia di Michael Tuchner – film TV (1985)
- Alice nel Paese delle Meraviglie (Alice in Wonderland) – miniserie TV (1985)
- Il fantastico mondo dei giocattoli (Babes in Toyland), regia di Clive Donner – film TV (1986)
- What Has Four Wheels and Flies, regia di Dennis Lanning – film TV (1986)
- Ohara – serie TV, 30 episodi (1987-1988)
- Hiroshima - Inferno di cenere (Hiroshima: Out of the Ashes), regia di Peter Werner – film TV (1990)
- Mastergate, regia di Michael Engler – film TV (1992)
- ABC Weekend Specials – serie TV, 1 episodio (1992)
- Detective Extralarge: L'ombra del guerriero – serie TV, episodio 2x04 (1993)
- Willy, il principe di Bel-Air (The Fresh Prince of Bel-Air) – serie TV, episodio 5x09 (1994)
- Greyhounds, regia di Kim Manners – film TV (1994)
- Hart to Hart: Secrets of the Hart, regia di Kevin Connor – film TV (1995)
- Lamb Chop's Special Chanukah – film TV (1995)
- Singapore Sling: Road to Mandalay, regia di John Laing – film TV (1995)
- La signora in giallo (Murder, She Wrote) – serie TV, episodio 12x12 (1995)
- 8 sotto un tetto (Family Matters) – serie TV, episodio 9x12 (1998)
- Gone to Maui, regia di Robert C. Thompson – film TV (1999)
- Adventures with Kanga Roddy – serie TV, 39 episodi (1998-2000)
- Baywatch – serie TV, 5 episodi (2000-2001)
- The Karate Dog, regia di Bob Clark – film TV (2005)

### Doppiatore
- Big Bird in Japan – film TV (1989)
- Sangokushi (1992)
- Adventures from the Book of Virtues – serie TV, 1 episodio (1998)
- Mulan (1998)
- WaSanGo (2001)
- Mulan II (2004)
- SpongeBob: episodio L'isola del Karate (ep.71b stagione 4) (2006)

### Sceneggiatore
- 3 ragioni per non uccidere (Captive Hearts), regia di Paul Almond (1987)

## Riconoscimenti
- Premio Oscar
  - 1985 – Candidatura al miglior attore non protagonista per Per vincere domani - The Karate Kid
- Razzie Award
  - 1989 – Candidatura al peggior attore non protagonista per Karate Kid III - La sfida finale

## Doppiatori italiani
Nelle versioni in italiano delle opere in cui ha recitato, Pat Morita è stato doppiato da:
- Giorgio Lopez in Per vincere domani - The Karate Kid, Karate Kid II - La storia continua, Karate Kid III - La sfida finale, Un detective in corsia, Karate Kid 4, King Cobra, Spymate, The Number One Girl
- Manlio De Angelis in Millie
- Franco Zucca in Happy Days
- Dante Biagioni in Happy Days (st. 10)
- Mario Mastria in Starsky & Hutch
- Mario Maranzana in La battaglia di Midway
- Armando Bandini in Ormai non c'è più scampo
- Sandro Tuminelli in La signora in giallo
- Mino Caprio ne Il fantastico mondo dei giocattoli
- Enzo Garinei in Ohara
- Sergio Graziani in Detective Extralarge
- Francesco Vairano in Mi gioco la moglie... a Las Vegas
- Sergio Matteucci in Miracolo a Santa Monica
- Franco Odoardi in Cowgirl - Il nuovo sesso
- Elio Pandolfi in Shelby Woo, indagini al computer
- Bruno Alessandro in Time Master
- Paolo Lombardi in Fino all'inferno
- Vladimiro Conti in Se ti investo mi sposi?
- Vittorio Stagni in Mafiosi di mezza tacca e una governante dritta
- Gabriele Lopez in Karate Kid: Legends

Da doppiatore è stato sostituito da:
- Carlo Baccarini in Mulan e Mulan II
- Stefano Albertini in SpongeBob